# Richard Burton
Richard Burton, pseudonimo di Richard Walter Jenkins (Pontrhydyfen, 10 novembre 1925 – Ginevra, 5 agosto 1984), è stato un attore britannico.
Nella sua carriera ottenne sette volte la candidatura all'Oscar come miglior attore, senza mai aggiudicarsi il premio.

## Biografia

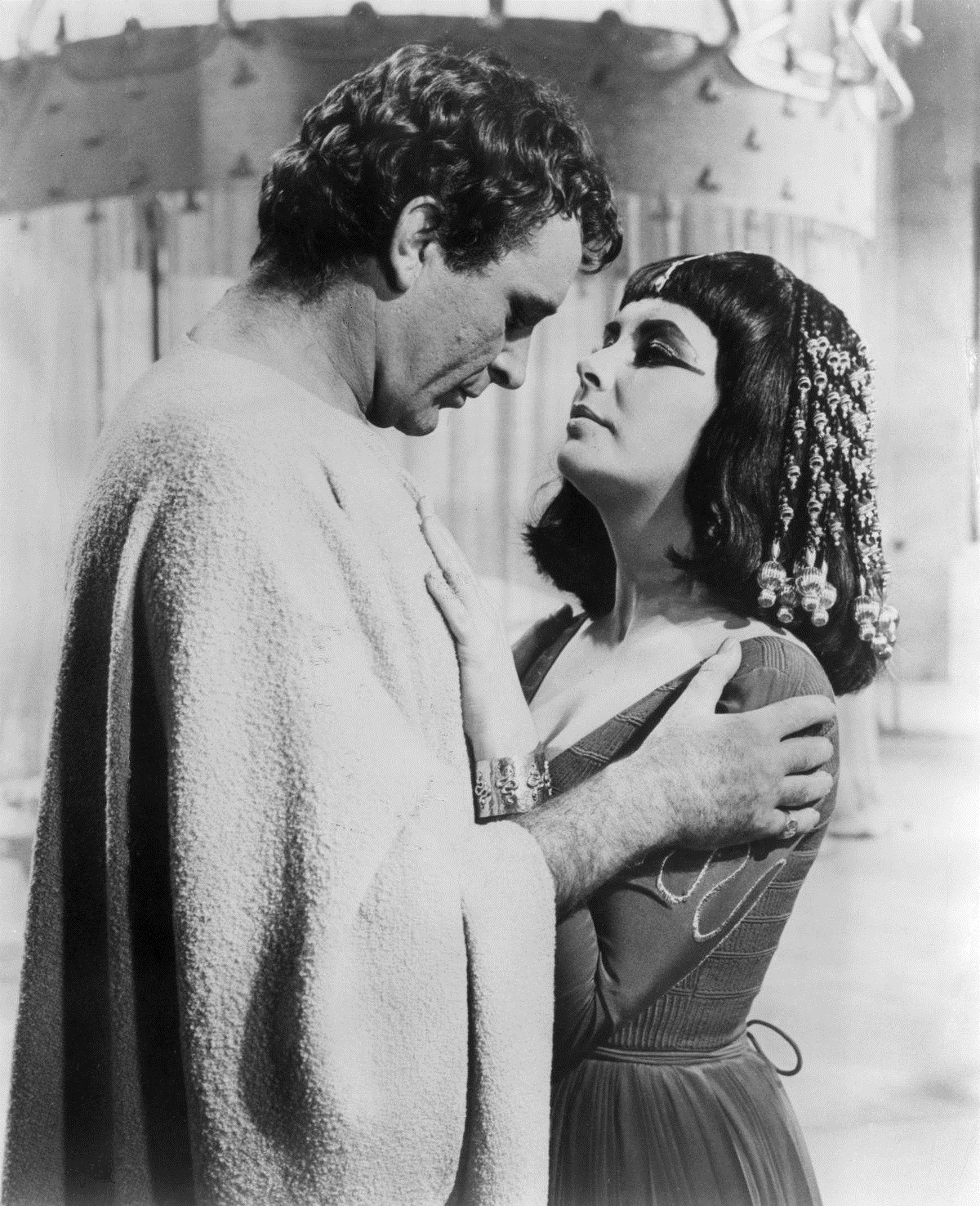
Richard Burton e Liz Taylor nel film Cleopatra (1963)

Nato nel villaggio gallese di Pontrhydyfen, penultimo dei 13 figli di un minatore e una barista, la madre morì quando lui aveva solo due anni (nel 1927), dando alla luce suo fratello. Riuscì a frequentare Oxford, e a 20 anni intraprese gli studi di recitazione. Già da giovanissimo si guadagnò la fama di incallito donnaiolo e grande bevitore. Nel 1943 fece il suo esordio teatrale a Liverpool e dopo la guerra, nel 1949 esordì sul grande schermo nel film The Last Days of Dolwyn, diretto dall'attore e drammaturgo Emlyn Williams.
Nel 1950 firmò un contratto per la 20th Century Fox e recitò a Hollywood in film celebri come La tunica (1953), Le piogge di Ranchipur (1955) e Alessandro il Grande (1956). Senza mai rinunciare al lavoro sul palcoscenico, diede una delle sue migliori interpretazioni ne I giovani arrabbiati (1959) di Tony Richardson, tratto dal dramma Ricorda con rabbia di John Osborne. Negli anni affinò la sua recitazione, inizialmente basata sulla prestanza fisica, rendendola duttile a ruoli diversi, drammatici e brillanti.
Nel 1963, sul set del kolossal Cleopatra, Burton si innamorò della partner Elizabeth Taylor, che poi sposò. Insieme lavorarono in International Hotel (1963) di Anthony Asquith, Castelli di sabbia (1965) di Vincente Minnelli, Chi ha paura di Virginia Woolf? (1966) di Mike Nichols, I commedianti (1967) di Peter Glenville, Il dottor Faustus (1967) dello stesso Burton, La bisbetica domata (1967) di Franco Zeffirelli, La scogliera dei desideri (1968) di Joseph Losey, Una faccia di c... (1972) di Peter Ustinov e il televisivo Divorzia lui divorzia lei (1973) di Waris Hussein.
Rientrato in teatro a Broadway nel 1960 per il musical Camelot e nel 1964 per un Amleto, Burton diresse nel 1967 a Oxford un Doctor Faustus, che poi traspose anche sullo schermo. Mentre si trovava a Roma per le riprese de La bisbetica domata partecipò alla campagna degli aiuti in favore della città di Firenze, colpita dall'alluvione del 1966. Contattato dall'amico regista Franco Zeffirelli, fu voce narrante del documentario televisivo in italiano Per Firenze, che mostrò al mondo intero le immagini della tragedia.
Tra le sue interpretazioni cinematografiche di rilievo si possono annoverare Becket e il suo re (1964), La spia che venne dal freddo (1965), che gli procurò un BAFTA quale miglior attore britannico dell'anno, L'assassinio di Trotsky (1972), La quinta offensiva (1973). A Broadway come sul grande schermo interpretò lo psicanalista nel dramma Equus (1977) di Peter Shaffer, mentre più convenzionali e dettate dalla prospettiva di notevoli ingaggi furono le prove successive, da L'esorcista II - L'eretico (1977) di John Boorman a I 4 dell'Oca selvaggia (1978) di Andrew V. McLaglen e Il tocco della medusa (1978) di Jack Gold.
Nel 1983 recitò nella miniserie televisiva Wagner. Poco dopo aver terminato il film Orwell 1984, a metà luglio 1984, trovandosi in Inghilterra si recò in visita da uno dei suoi fratelli, Graham, apparendo in ottima forma, poi tornò nella sua residenza svizzera di Céligny. Domenica 5 agosto, una settimana prima di incominciare a girare il sequel de I quattro dell'Oca selvaggia, al mattino l'attore fu colpito da una emorragia cerebrale. La moglie chiamò i soccorsi, e Burton venne portato all'Hôpital de Nyon e affidato al dottor André Marti, il quale cercò di rianimarlo per 30 minuti, senza che rispondesse alle cure. Burton, in coma, venne portato come ultima speranza all'Hôpital Cantonal Universitaire di Ginevra, un ospedale più avanzato e moderno, ma anche lì non rispose alle cure e attorno alle 11 morì, all'età di 58 anni. È sepolto nel cimitero Vieux di Céligny, canton Ginevra.

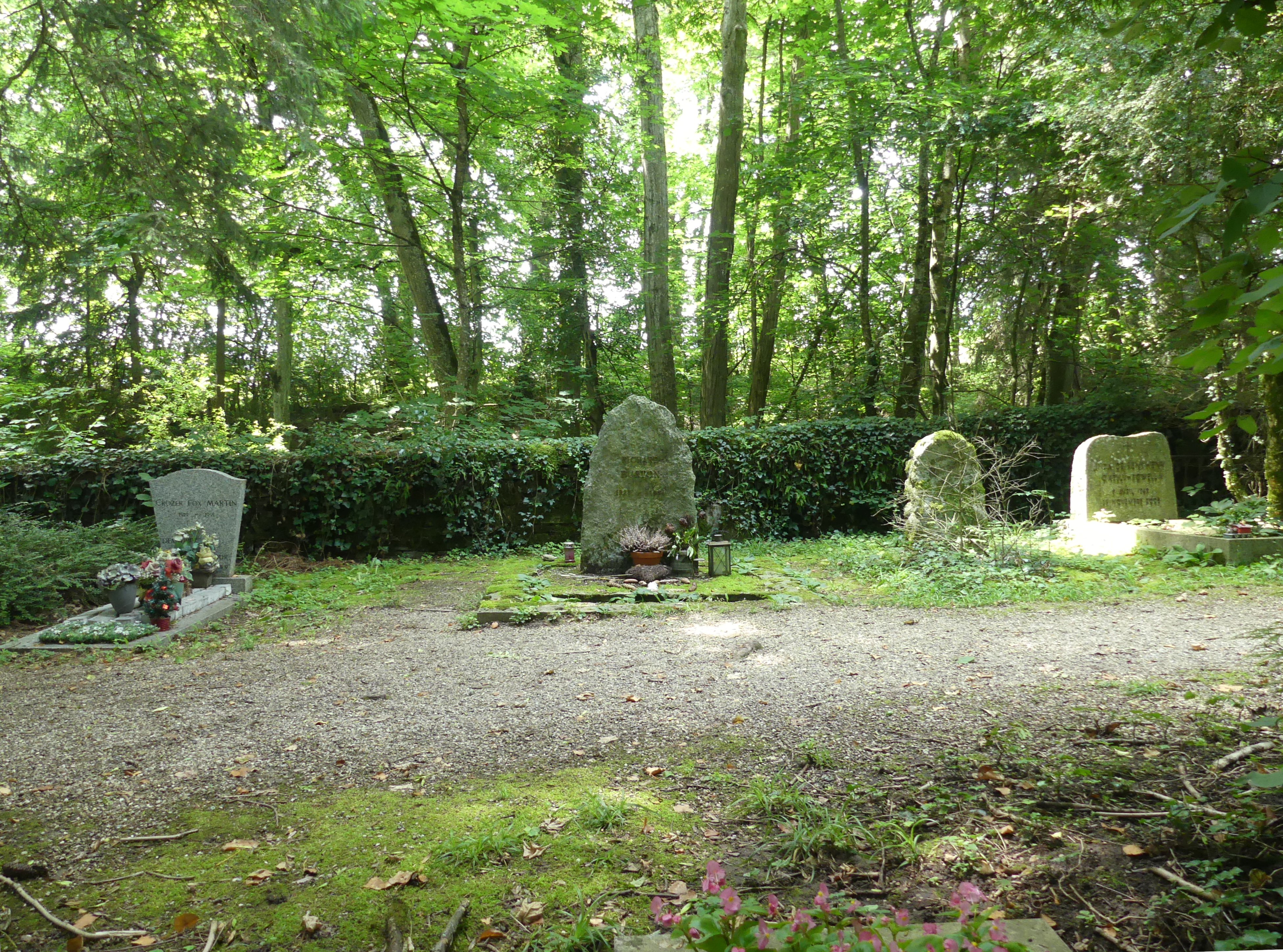
La tomba di Burton

## Vita privata
Il 5 febbraio 1949 sposò l'attrice Sybil Williams, dalla quale ebbe poi due figlie: Kate e Jessica (1961). Il 5 dicembre 1963 divorziò da Sybil Williams e il 15 marzo dell'anno successivo, sposò Liz Taylor, con la quale adottò una bambina, Maria (nata nel 1961). La coppia visse una delle storie d'amore più tormentate e chiacchierate del mondo del cinema. Infatti il tempestoso matrimonio con la Taylor, seguito con assiduo accanimento dalla stampa rosa, terminò con il divorzio il 26 giugno 1974, ma la celebre coppia convolò nuovamente a nozze in Botswana il 10 ottobre 1975, per poi divorziare definitivamente il 1º agosto 1976.
Dopo un altro matrimonio fallito con la modella Suzy Miller (ex moglie del campione di Formula 1 James Hunt), il 3 luglio 1983 Burton si sposò per l'ultima volta con la sua segretaria Sally Hay.

## Nella cultura di massa
Sulla storia della coppia Richard Burton-Liz Taylor sono stati girati due film per la TV:
- Liz & Dick con Lindsay Lohan e Grant Bowler (2012)
- Burton & Taylor di Richard Laxton con Helena Bonham Carter e Dominic West (2013)

## Filmografia

### Attore

#### Cinema
- The Last Days of Dolwyn, regia di Emlyn Williams (1949)
- Now Barabbas, regia di Gordon Parry (1949)
- Tempesta a Liverpool (Waterfront), regia di Michael Anderson (1950)
- Il segreto della porta chiusa (The Woman with No Name), regia di Ladislao Vajda (1950)
- La quinta offensiva (Green Grow the Rushes), regia di Derek N. Twist (1951)
- Mia cugina Rachele (My Cousin Rachel), regia di Henry Koster (1952)
- I topi del deserto (The Desert Rats), regia di Robert Wise (1953)
- La tunica (The Robe), regia di Henry Koster (1953)
- Il principe degli attori (Prince of Players), regia di Philip Dunne (1955)
- Le piogge di Ranchipur (The Rains of Ranchipur), regia di Jean Negulesco (1955)
- Alessandro il Grande (Alexander the Great), regia di Robert Rossen (1956)
- Vittoria amara (Bitter Victory), regia di Nicholas Ray (1957)
- La sposa del mare (Sea Wife), regia di Bob McNaught (1957)
- I giovani arrabbiati (Look Back in Anger), regia di Tony Richardson (1959)
- Sogno di una notte d'estate (Sen noci svatojanske), regia di Jiří Trnka (1959)
- Lo zar dell'Alaska (Ice Palace), regia di Vincent Sherman (1960)
- Il letto di spine (The Bramble Bush), regia di Daniel Petrie (1960)
- Il giorno più lungo (The Longest Day), regia di Ken Annakin e Andrew Marton (1962)
- Cleopatra, regia di Joseph L. Mankiewicz (1963)
- International Hotel (The V.I.P.s), regia di Anthony Asquith (1963)
- Zulu, regia di Cy Endfield solo voce (1964)
- Becket e il suo re (Becket), regia di Peter Glenville (1964)
- La notte dell'iguana (The Night of the Iguana), regia di John Huston (1964)
- Hamlet, regia di Bill Colleran e John Gielgud (1964)
- Ciao Pussycat (What's New, Pussycat), regia di Clive Donner e Richard Talmadge (1965) - non accreditato
- Castelli di sabbia (The Sandpiper), regia di Vincente Minnelli (1965)
- La spia che venne dal freddo (The Spy Who Came in from the Cold), regia di Martin Ritt (1965)
- Chi ha paura di Virginia Woolf? (Who's Afraid of Virginia Woolf?), regia di Mike Nichols (1966)
- La bisbetica domata (The Taming of the Shrew), regia di Franco Zeffirelli (1967)
- Il dottor Faustus (Doctor Faustus), regia di Neville Coghill e Richard Burton (1967)
- I commedianti (The Comedians), regia di Peter Glenville (1967)
- La scogliera dei desideri (Boom), regia di Joseph Losey (1968)
- Dove osano le aquile (Where Eagles Dare), regia di Brian G. Hutton (1968)
- Candy e il suo pazzo mondo (Candy), regia di Christian Marquand (1968)
- Quei due (Staircase), regia di Stanley Donen (1969)
- Anna dei mille giorni (Anne of the Thousand Days), regia di Charles Jarrott (1969)
- Attacco a Rommel, regia di Henry Hathaway (1971)
- Il mascalzone (Villain), regia di Michael Tuchner (1971)
- Under Milk Wood, regia di Andrew Sinclair (1972)
- L'assassinio di Trotsky (The Assassination of Trotsky), regia di Joseph Losey (1972)
- Una faccia di c... (Hammersmith Is Out), regia di Peter Ustinov (1972)
- Barbablù (Bluebeard), regia di Edward Dmytryk e Luciano Sacripanti (1972)
- La quinta offensiva (Sutjeska), regia di Stipe Delic (1973)
- Rappresaglia, regia di George Pan Cosmatos (1973)
- Il viaggio, regia di Vittorio De Sica (1974)
- L'uomo del Klan (The Klansman), regia di Terence Young (1974)
- Jackpot, regia di Terence Young (1975)
- L'esorcista II - L'eretico (Exorcist II: The Heretic), regia di John Boorman (1977)
- Equus, regia di Sidney Lumet (1977)
- Il tocco della medusa (The Medusa Touch), regia di Jack Gold (1978)
- I 4 dell'Oca selvaggia (The Wild Geese), regia di Andrew V. McLaglen (1978)
- L'assoluzione (Absolution), regia di Anthony Page (1978)
- Breakthrough, specchio per le allodole (Steiner - Das eiserne Kreuz, 2. Teil), regia di Andrew V. McLaglen (1979)
- Quei due (Circle of Two), regia di Jules Dassin (1981)
- Lovespell, regia di Tom Donovan (1981)
- Great Performances, nell'episodio "Alice in Wonderland" (1983)
- Orwell 1984 (Nineteen Eighty-Four), regia di Michael Radford (1984)

#### Televisione
- BBC Sunday Night Theatre – serie TV, episodio The Lady's Not for Burning (1950)
- Celanese Theatre – serie TV, episodio Anna Christie (1952)
- The James Mason Show – serie TV (1956)
- The DuPont Show of the Month – serie TV, episodio 1x09 (1958)
- Hallmark Hall of Fame – serie TV, episodio The Tempest (1960)
- The Fifth Column – film TV (1960)
- The Sunday-Night Play – serie TV, episodio A Subject of Scandal and Concern (1960)
- Per Firenze, regia di Franco Zeffirelli - documentario (1966) - voce narrante
- Mooch Goes to Hollywood, regia di Richard Erdman – film TV (1971) (non accreditato)
- Divorzia lui divorzia lei (Divorce His - Divorce Hers), regia di Waris Hussein – film TV (1973)
- Breve incontro (Brief Encounter), regia di Alan Bridges – film TV (1974)
- The Gathering Storm, regia di Herbert Wise – film TV (1974)
- Wagner – miniserie TV (1983)
- Ellis Island – miniserie TV (1984)

### Regista
- Il dottor Faustus (Doctor Faustus) (1967)

## Teatro
- Druid's Nest, scritto e diretto da Emlyn Williams. Royal Court Theatre (1943) e St Martin's Theatre di Londra (1944)
- Misura per misura, di William Shakespeare, regia di Nevill Coghill. Cattedrale di Cristo di Oxford (1944)
- Castle Anne, di Elizabeth Bowen, regia di Daphne Rye. Lyric Hammersmith Theatre di Londra (1948)
- The Lady's Not For Burning, di Christopher Fry, regia di John Gielgud. Bernard B. Jacobs Theatre di Broadway (1950)
- The Boy with a Cart, di Christopher Fry, regia di John Gielgud. Lyric Hammersmith Theatre di Londra (1950)
- Enrico IV, parte I, di William Shakespeare, regia di Anthony Quayle. Royal Shakespeare Theatre di Stratford-upon-Avon (1951)
- Enrico IV, parte II, di William Shakespeare, regia di Michael Redgrave. Royal Shakespeare Theatre di Stratford-upon-Avon (1951)
- Enrico V, di William Shakespeare, regia di Anthony Quayle. Royal Shakespeare Theatre di Stratford-upon-Avon (1951)
- La tempesta, di William Shakespeare, regia di Michael Benthall. Royal Shakespeare Theatre di Stratford-upon-Avon (1951)
- Legend of Lovers, di Jean Anouilh, regia di Peter Ashmore. Plymouth Theatre di Broadway (1951)
- Montserrat, di Lillian Hellman, regia di Nigel Green e Noel Willman. Lyric Hammersmith Theatre di Londra (1952)
- Amleto, di William Shakespeare, regia di Michael Benthall. Assembly Hall di Edimburgo, Old Vic di Londra (1953)
- Re Giovanni, di William Shakespeare, regia di George Devine. Old Vic di Londra (1953)
- La dodicesima notte, di William Shakespeare, regia di Denis Carey. Old Vic di Londra (1953)
- Coriolano, di William Shakespeare, regia di Michael Benthall. Old Vic di Londra (1954)
- La tempesta, di William Shakespeare, regia di Robert Helpmann. Old Vic di Londra (1954)
- Enrico V, di William Shakespeare, regia di Michael Benthall. Old Vic di Londra (1955)
- Otello, di William Shakespeare, regia di Michael Benthall. Old Vic di Londra (1955)
- Time Remembered, di Jean Anouilh, regia di Albert Marre. Morosco Theatre di Broadway (1957)
- Camelot, libretto di Alan Jay Lerner, colonna sonora di Frederick Loewe, regia di Moss Hart. Majestic Theatre di Broadway (1960)
- Amleto, di William Shakespeare, regia di John Gielgud. Lunt-Fontanne Theatre di Broadway (1964)
- La tragica storia del Dottor Faust, di Christopher Marlowe, regia di Nevill Coghill. Oxford Playhouse di Oxford (1966)
- Equus, di Peter Shaffer, regia di John Dexter. Gerald Schoenfeld Theatre di Broadway (1976)
- Camelot, libretto di Alan Jay Lerner, colonna sonora di Frederick Loewe, regia di Frank Dunlop. David H. Koch Theater di New York (1980)
- Vite in privato, di Noël Coward, regia di Milton Katselas. Lunt-Fontanne Theatre di Broadway (1983)

## Riconoscimenti
- Premio Oscar
  - 1953 – Candidatura al miglior attore non protagonista per Mia cugina Rachele
  - 1954 – Candidatura al miglior attore protagonista per La tunica
  - 1965 – Candidatura al miglior attore protagonista per Becket e il suo re
  - 1966 – Candidatura al miglior attore protagonista per La spia che venne dal freddo
  - 1967 – Candidatura al miglior attore protagonista per Chi ha paura di Virginia Woolf?
  - 1970 – Candidatura al miglior attore protagonista per Anna dei mille giorni
  - 1978 – Candidatura al miglior attore protagonista per Equus

- Golden Globe
  - 1953 – Miglior attore debuttante per Mia cugina Rachele
  - 1960 – Candidatura miglior attore in un film drammatico per I giovani arrabbiati
  - 1965 – Candidatura miglior attore in un film drammatico per Becket e il suo re
  - 1967 – Candidatura miglior attore in un film drammatico per Chi ha paura di Virginia Woolf?
  - 1968 – Candidatura miglior attore in un film commedia o musicale per La bisbetica domata
  - 1970 – Candidatura miglior attore in un film drammatico per Anna dei mille giorni
  - 1978 – Miglior attore in un film drammatico per Equus

- Tony Award
  - 1958 – Candidatura miglior attore in un'opera teatrale per Time Remembered[5]
  - 1961 – Miglior attore in un musical per Camelot
  - 1964 – Candidatura miglior attore in un'opera teatrale per Amleto
  - 1976 – Premio alla carriera

## Doppiatori italiani
Nelle versioni in italiano dei suoi film, Richard Burton è stato doppiato da:
- Giuseppe Rinaldi in I topi del deserto, Alessandro il Grande, Vittoria amara, La sposa del mare, I giovani arrabbiati, Cleopatra[6], Becket e il suo re, La spia che venne dal freddo, La bisbetica domata, Il dottor Faustus, Quei due, Barbablù, Rappresaglia, Il viaggio, L'esorcista II - L'eretico, Equus, Il tocco della medusa, I 4 dell'Oca selvaggia
- Emilio Cigoli in La tunica, Il principe degli attori, Le piogge di Ranchipur, International Hotel, La notte dell'iguana, Castelli di sabbia, I commedianti, La scogliera dei desideri, Dove osano le aquile, Anna dei mille giorni
- Pino Locchi in Mia cugina Rachele, Lo zar dell'Alaska, Il letto di spine
- Luciano De Ambrosis in Il giorno più lungo (parte iniziale)
- Gualtiero De Angelis in Il giorno più lungo (parte finale)
- Gigi Proietti in Chi ha paura di Virginia Woolf?
- Massimo Foschi in L'assassinio di Trotsky
- Sergio Fantoni in Wagner
- Michele Kalamera in Orwell 1984
- Oreste Rizzini in Attacco a Rommel (ridoppiaggio)
- Massimo Corvo in L'esorcista II - L'eretico (ridoppiaggio)

## Onorificenze
Ottenne la Victoria Cross perché il 3 ottobre 1944 diede un contributo importante per la conquista del monte Cece.